# Cerchi di Lemoine
Nella geometria piana, dato un triangolo ABC e individuato il suo punto di Lemoine K, le parallele di Lemoine determinano sui lati del triangolo sei punti che appartengono a uno stesso cerchio detto primo cerchio di Lemoine.
Se si considerano invece le rette antiparallele ai tre lati del triangolo e passanti per K, queste intersecano i lati del triangolo in sei punti che appartengono a uno stesso cerchio detto secondo cerchio di Lemoine
Questi due cerchi sono così chiamati in onore del matematico francese Émile Lemoine (1840-1912).

## Proprietà del primo cerchio di Lemoine
- Dato un triangolo ABC e il suo triangolo ortico XYZ, i punti U, U', V, V', W, W', determinati   dall'intersezione delle rette passanti per i punti medi dei lati del triangolo ortico con i lati del triangolo fondamentale ABC, appartengono a uno stesso cerchio, ossia al primo cerchio di Lemoine.

- Dato un triangolo ABC, i sei punti che stanno sul primo cerchio di Lemoine sono i vertici di un esagono, detto esagono di Lemoine.